# Вигів
Ви́гів — село в Україні, у Горщиківській сільській територіальній громаді Коростенського району Житомирської області. Кількість населення становить 331 особу (2001). У 1923—59 та 1966—2016 роках — адміністративний центр колишньої однойменної сільської ради. Родове гніздо Виговських.

## Загальна інформація
Розміщене за 12 км західніше районного центру, м. Коростень, та за 2 км від найближчої залізничної станції Вигів, на річці Могилянка.

## Населення
За довідником 1885 року в селі мешкало 60 осіб, налічувалося 7 дворових господарств. Наприкінці 19 століття чисельність населення становила 770 осіб, дворів — 76.
Відповідно до результатів перепису населення Російської імперії 1897 року, загальна кількість мешканців села становила 1 055 осіб, з них: православних — 983, чоловіків — 529, жінок — 526.
У 1906 році чисельність населення становила 1 190 осіб, дворів — 224, у 1923 році — 1 431 особу, дворів — 218.
На початок 1970-х років село мало 165 дворів із населенням 571 особа.
Відповідно до результатів перепису населення СРСР, кількість населення, станом на 12 січня 1989 року, становила 380 осіб. Станом на 5 грудня 2001 року, відповідно до перепису населення України, кількість мешканців села становила 331 особу.

## Історія
Біля села знайдено кам'яні знаряддя праці бронзової доби. Перша писемна згадка — 1541 рік. У давніх актах назва Вигів має ширше значення: нею називали сукупність земель, куди входили нинішнє село Вигів (Скочківська земля) та села Давидки і Копища. У 1571 році королівські бояри Овруцького замку платили з Вигова 12 грошів, 20 грошів та 4 гроші за городників. У 1628 році Миколай Сусло-Жеребило платив із частини села за 1 городника, а різні Виговські з 6 димів і 1 городника та 6 димів і 2 городників. Згадується в акті від 7 травня 1631 року під іменем землі Скочковської — Іван Виговський заявив про надані його предкам — овруцьким боярам Лучичам у 1541 році Сигізмундом І привілеї на землю Скочківську у Вигові, в Київському повіті, яка перед цим належала служникові Київського воєводи Станіславові Подолянину. Ці привілеї підтверджені Сигізмундом II Августом у 1546 році та Сигізмундом III у 1611 році. Також згадується в акті від 26 березня 1682 року під іменем Вигів (інакше Давидки) — дворянин Ілля Кубилинський заповів землі у с. Вигів (інакше — Давидках) своїй дружині Анастасії з Меленівських. Ще згадане в акті від 23 серпня 1694 року під назвою Копище, яке іноді називають Виговом — власник села Копище дворянин Андрій Матіяшкевич скаржився на київського мечника Павла Трипольського про самоправне вивезення належних Матіяшкевичеві селян. У скарзі від 16 листопада 1719 року дворяни Волковські скаржилися на дворянина Ходаківського, що той двічі викликав їх на поєдинок: на Воздвиження у Вигові та на Покрову у с. Ходаки. Згадується у люстрації Київського воєводства 1754 року. Тоді власниками частин села зазначені Теодора Виговська та Ян Виговський, що платили з 2 халуп 9 грошів до замку і 1 злотий 6 грошів на міліцію кожен.
У другій половині 19 століття — село Іскоростської волості Овруцького повіту Волинської губернії. Лежало на річці Могилянці, лівій притоці Ужа, за 75 верст від Житомира, 30 верст від Овруча, 100 верст від найближчої залізничної станції у Києві, 10 верст від найближчої поштової станції в Іскорості. Ґрунти переважно гнейсового походження. Дерев'яну, покриту бляхою церкву, збудовано 1744 року, за кошти вірян. При церкві була крита ґонтою дзвіниця. Церква з дзвіницеюартпкбувати ремонту. Планувалося будувати нову церкву, проєкт вже був. На цвинтарі була каплиця, збудована 1813 року поміщиком Томою Жолондківським. Землі при церкві, за проєктом 1851 року, 111 десятин — її заповів поміщик Тодор Вигівський. З цих земель використовували 56 десятин, решта була під дорогами, чагарниками та захопленнями. Школи не було, селянські діти відвідували або найближчі народні училища, або приватних вчителів. До парафії належали села Краснопіль (1 верста), Боровиця (1 верста), Давидки (2 версти), Березовий Груд (10 верст), Погоріле (4 версти), Дорошичі (6 верст), Купища (6 верст), Радогощанська Буда (10 верст) та хутори Піски (10 верст), Вергів (6 верст). У цілій парафії було 472 двори, 3 655 парафіян, 200 римокатоликів та 50 євреїв. Сусідні парафії — Могильня (4 версти), Білошиці (7 верст) та Ушомир (7 верст).
За довідником 1885 року — колишнє власницьке село Іскоростської волості Овруцького повіту Волинської губернії, на річці Могилянці. Була церковна парафія.
У 1906 році — село Іскоростської волості (2-го стану) Овруцького повіту Волинської губернії. Відстань до повітового центру, м. Овруч, становила 51 версту, до волосного центру, містечка Іскорость — 12 верст. Найближче поштово-телеграфне відділення розміщувалося в Іскорості.
6 листопада 1921 року під час Листопадового рейду через Вигів проходив відділ Леоніда Ступницького Волинської групи (командувач — Юрій Тютюнник) Повстанської армії УНР.
У березні 1921 року, в складі волості, передане до новоутвореного Коростенського повіту Волинської губернії. У 1923 році включене до складу новоствореної Вигівської сільської ради, яка, 7 березня 1923 року, увійшла до складу новоутвореного Коростенського (у 1924—30 роках — Ушомирський) району Коростенської округи; адміністративний центр ради. Розміщувалося за 12 верст від районного центру, міст. Коростень.
На фронтах Другої світової війни воювали 45 селян, з них 21 загинув, 30 нагороджено орденами й медалями.
В радянські часи у селі розміщувалася центральна садиба колгоспу, який обробляв 2 803 га земель, з яких 1 749 га — рілля. Господарство вирощувало зернові культури, льон, картоплю, мало розвинуте тваринництво м'ясо-молочного напрямку.
В селі були восьмирічна школа, клуб, бібліотека. За трудові досягнення 18 селян нагороджені орденами й медалями СРСР, серед них вчителька П. Мошківська — орденом Леніна.
5 березня 1959 року, відповідно до рішення Житомирського облвиконкому № 161 «Про ліквідацію та зміну адміністративно-територіального поділу окремих сільських рад області», внаслідок об'єднання сільських рад, село підпорядковане Могильнянській (згодом — Поліська) сільській раді Коростенського району. 10 березня 1966 року, відповідно до рішення Житомирського ОВК № 126 «Про утворення сільських рад та зміни в адміністративному підпорядкуванні деяких населених пунктів області», відновлено сільську раду з центром у с. Вигів.
14 жовтня 2002 року в селі встановлено пам'ятник гетьману України Івану Виговському.
22 липня 2016 року село включене до складу новоутвореної Горщиківської сільської територіальної громади Коростенського району Житомирської області.

## Галерея

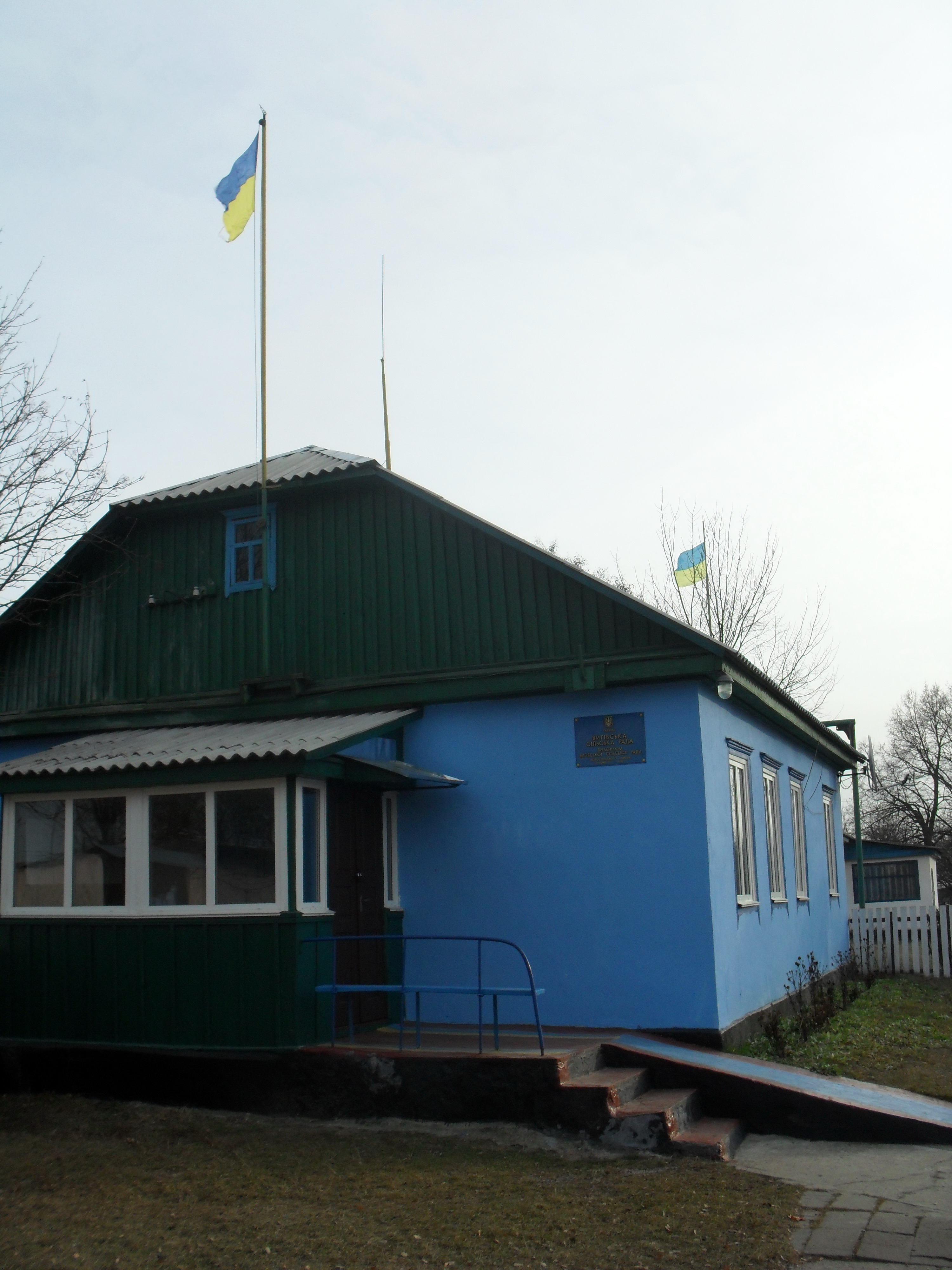
Сільська рада
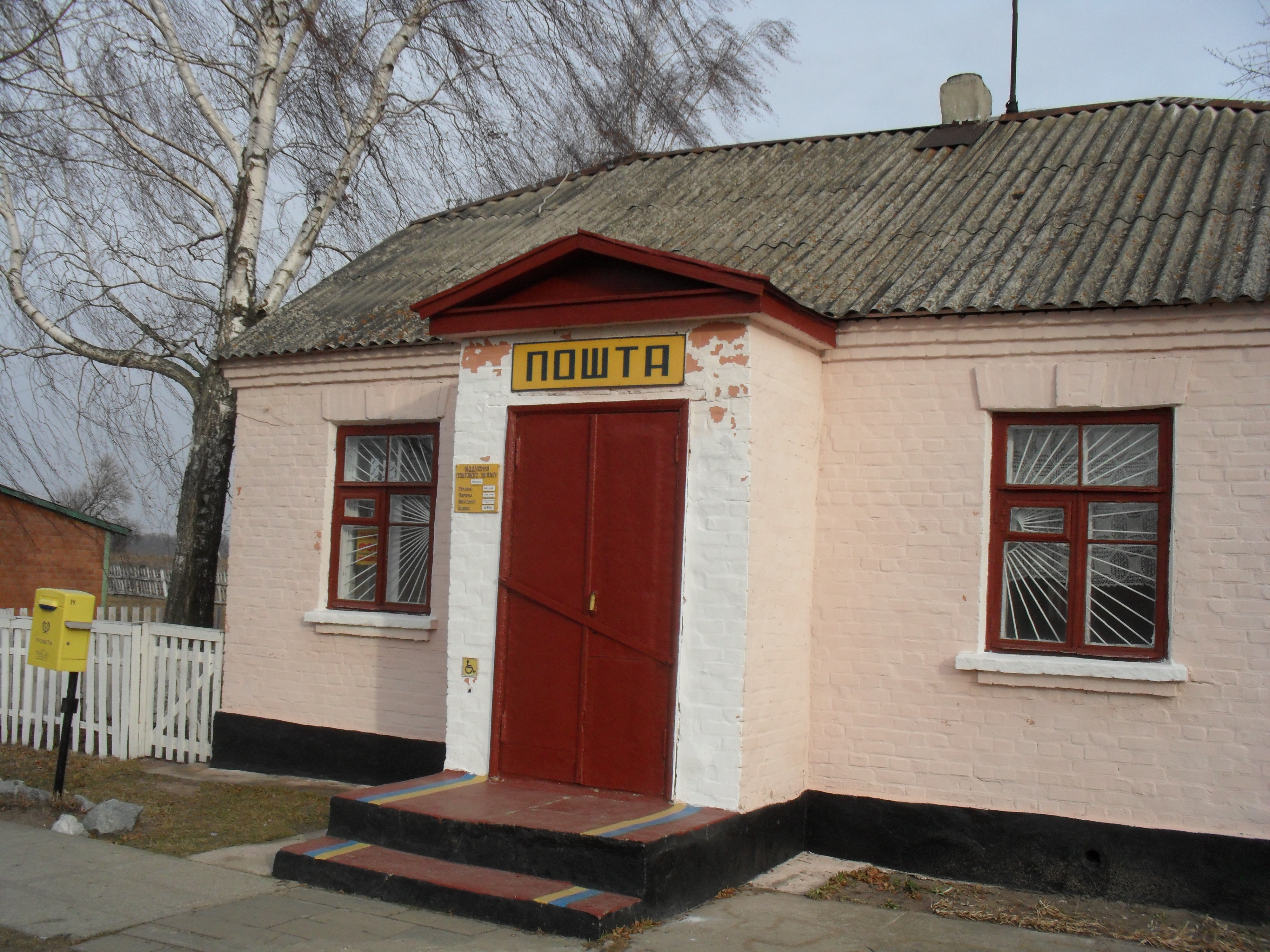
Поштове відділення
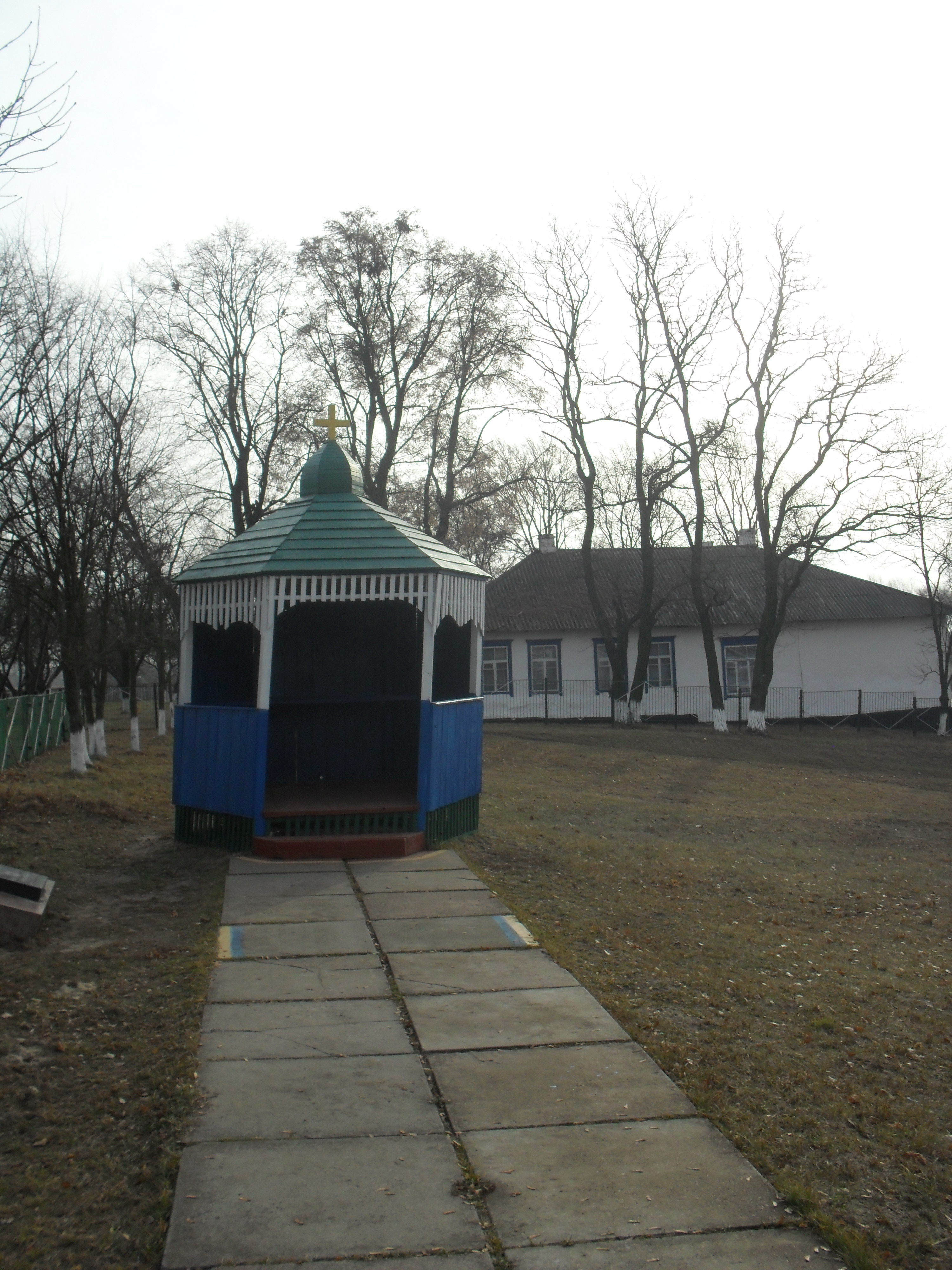
У центрі села

.